# Battaglia della Meloria
La battaglia della Meloria fu una storica battaglia navale che vide coinvolta la flotta della Repubblica di Genova e quella della Repubblica marinara di Pisa. La battaglia, che avvenne il 6 agosto 1284 al largo delle coste del Porto Pisano, indebolì fortemente la flotta navale pisana dando inizio al lento declino di Pisa come potenza marinara in Italia durante il Medioevo.

## Antefatti

### Cause generali
Alla fine del XIII secolo Pisa e Genova erano due città marinare che negli ultimi decenni avevano avuto un grande sviluppo economico e demografico. La loro vicinanza ed i loro commerci redditizi, che riguardavano l'intero mar Mediterraneo, contribuirono a moltiplicare i loro contrasti, condotti al fine di ottenere l'egemonia su territori strategici e sui traffici commerciali. Questa situazione fu il presupposto per un rilevante conflitto armato come quello che avvenne alla Meloria.

### Le alleanze
L'inimicizia fra le città di Genova e Pisa cominciò con la Guerra di San Saba. Nel corso di questa guerra, i Pisani, che erano inizialmente alleati con i Genovesi, ruppero l'alleanza nel 1257 e si allearono con i Veneziani.
Il re di Sicilia Carlo d'Angiò era molto ostile nei confronti di città ghibelline come Genova ma aveva accordi commerciali e militari con Pisa. Genova e l'Impero bizantino si erano alleate contro Venezia per riconquistare Costantinopoli. Quindi gradualmente si formarono due schieramenti: il primo composto da Pisa, Venezia, lo Stato Pontificio e il Regno di Sicilia; il secondo avrebbe compreso Genova e l'Impero bizantino. La città pisana aveva quindi valide possibilità di vittoria grazie alla sua rete di alleanze.

### Gli anni prima della battaglia

#### I primi saccheggi
Le ostilità nel mar Mediterraneo cominciarono e la responsabilità dei conflitti sembra essere principalmente dei Pisani. Pisa aveva avuto una crescita economica e demografica inferiore rispetto a quella di Genova ma poteva contare sulle alleanze stipulate con Venezia e Carlo I d'Angiò.
Gli anni prima della battaglia della Meloria videro principalmente una guerra di corsa fra le due città, che consisteva in saccheggi rapidi e imprevedibili che avevano l'obiettivo di sabotare il commercio degli avversari.

#### L'inizio della guerra
Gli scontri si intensificarono nel 1282 e cominciò una vera e propria guerra fra le due città marinare. Due avvenimenti, in particolare, provocarono lo scoppio della guerra.
Il primo fu un attacco da parte di due veloci navi pisane che sequestrarono, vicino a Napoli, una galea del genovese Guglielmo de Mari, prendendo il proprietario come ostaggio. La città di Genova chiese la liberazione dell'ostaggio e il risarcimento dei danni provocati, ma non ricevette nessuna risposta.
Il secondo avvenimento fu l'elezione da parte dei Pisani di Sinuccello della Rocca come conte di Corsica.. Sinuccello iniziò subito a fare razzie, attaccando chiunque si avvicinasse alla Corsica. Il comune di Genova riceveva continue lamentele e quindi nel maggio 1282 inviò quattro galee da guerra per combattere Sinuccello della Rocca, che fu sconfitto e dovette rifugiarsi a Pisa, che lo considerava un alleato. Allora da Genova partirono trentacinque navi da guerra, comandate dall'ammiraglio Nicolino Spinola il 10 agosto 1282. Vicino alle Secche della Meloria i Genovesi trovarono trentadue galee pisane e dopo poche ore si ritirarono, probabilmente perché spaventati dalla flotta pisana. Inoltre i contadini che erano stati arruolati avevano bisogno di dedicarsi alla vendemmia.
Nel frattempo, alcune centinaia di soldati Pisani sbarcarono in Corsica insieme al Giudice di Cinarca e conquistarono moltissimi castelli che erano occupati dai Genovesi. Poi andarono nell'isola di Palmaria, che apparteneva a Genova, e la devastarono. Più della metà della flotta pisana fu però distrutta per un naufragio, durante il rientro in patria. A questo punto la guerra era inevitabile ed entrambe le città si armarono, cercando di potenziare le loro flotte.
Altri scontri avvennero negli anni 1282 e 1283, principalmente a danno di grandi imbarcazioni commerciali, piene di uomini e di preziose merci. Per vendicarsi di un saccheggio da parte dei Genovesi, i Pisani inviarono sedici galee a sud della Corsica. I soldati scesero poi a Santa Manza e devastarono il territorio, abbattendo alberi e raccolti. Un attacco simile fu eseguito da Genova contro l'isola di Pianosa.
Poi il 30 aprile 1283 la flotta genovese, che era composta da trentaquattro galee e una saettìa, comandata dall'ammiraglio Tomaso Spinola e dal comandante Guglielmo Ficomatario, partì da Genova, arrivò il 17 maggio all'isola di Pianosa, distrusse delle imbarcazioni e fece più di cento prigionieri pisani. Inoltre la flotta genovese intercettò una nave pisana, che fu costretta a informare i nemici sugli spostamenti marittimi che sarebbero avvenuti entro pochi giorni.
Tomaso Spinola rimase con ventuno galee ed andò a Quirra, nella Sardegna orientale, per attendere il passaggio di navi mercantili pisane. Quando le navi pisane avvistarono i nemici cominciarono a fuggire, sperando di non essere raggiunte. Tre navi fuggirono lungo la costa ed otto andarono al largo. I Genovesi riuscirono a sottrarre ai Pisani una delle navi, che fu abbandonata lungo la costa. Invece, le navi pisane al largo non riuscirono più a scappare e si prepararono per combattere. Dopo un lungo scontro i Genovesi vinsero: fecero quasi mille prigionieri avversari ed un bottino che valeva migliaia di lire di denari genovesi.
Nel frattempo Pisa inviò cinquantaquattro navi da guerra a Santa Amanzia, vicino a Bonifacio, in Corsica. I soldati sbarcarono e devastarono tutto quello che poterono, poi ripartirono per la Sardegna. Arrivarono ad Alghero e assediarono il castello dei Genovesi, che furono costretti ad arrendersi; i Pisani demolirono completamente la rocca e sequestrarono tutti gli oggetti degli avversari.
Genova poi attaccò Porto Pisano alla fine del giugno 1283 con cinquantacinque navi da guerra: distrusse alcune torri ma gli avversari non reagirono perché la flotta pisana non era ancora rientrata. Allora la flotta genovese cercò di inseguire le navi pisane che stavano tornando da sud ma stava soffiando un forte vento di scirocco che permise ai Pisani di sfuggire velocemente al nemico, che riuscì a catturare solo quattro navi. Il fortissimo vento obbligò invece le galee genovesi a rientrare.
Nel settembre del 1283 la flotta pisana, comandata dall'ammiraglio Rosso Buzzaccarini, attaccò Punta Castanna, vicino a Portovenere. I soldati scesero, devastarono vigneti e frutteti, e attaccarono la popolazione. La flotta genovese cercò di attaccare quella pisana ma le navi pisane riuscirono a fuggire velocemente. I genovesi tornarono indietro perché era nuovamente necessario che gli uomini si dedicassero alla vendemmia.

### I giorni prima della battaglia
Dopo i grandi contrasti verificatisi nei decenni precedenti tra la Repubblica di Genova e la repubblica marinara di Pisa, l'occasione per lo scontro definitivo avvenne nel 1284.  Parte della flotta genovese era ormeggiata presso Porto Torres, in Sardegna, allora territorio conteso tra le due repubbliche. Appena pochi mesi prima (nel maggio 1284), nei pressi dell'isola di Tavolara, il genovese Arrigo De Mari (al comando di undici galee, due galeoni e di quattro galee del Comune di Genova) aveva appunto conseguito una prima importante vittoria: tredici galee pisane catturate, una affondata; era inoltre caduto prigioniero anche l'ammiraglio pisano Bonifazio Della Gherardesca (successo che procurò al De Mari, prossimo a prendere parte anche all'impresa della Meloria, fama e onori pure nel regno angioino).
Il piano dei Pisani era di colpire in netta superiorità (settantadue galee) la flotta ligure per poi affrontare la rimanenza e chiudere per sempre il conto con i Genovesi.
Benedetto Zaccaria, futuro doge di Genova, che comandava quella parte di flotta (venti galee), eluse lo scontro, fingendo una ritirata verso il Mar Ligure. La flotta pisana lo incalzò, ma fu raggiunta dalla restante parte della flotta genovese (68 galee), e ripiegò verso Porto Pisano, non senza lanciare una provocazione ai Genovesi, sotto forma di una pioggia di frecce d'argento.

## Armi e tattiche di combattimento

### Navi da guerra
Nella seconda metà del XIII secolo le navi erano impiegate sia per il commercio che per le battaglie. Ogni galea che trasportava merci aveva anche dei soldati al suo interno ed ogni nave da guerra poteva trasportare anche mercanzie. Questa soluzione era molto economica e versatile, molto utile in caso di attacchi improvvisi da parte dei nemici.

La flotta poteva essere finanziata soltanto dal comune oppure potevano essere coinvolte anche altre comunità alleate, che avrebbero dovuto finanziare in parte gli armamenti ma avrebbero anche ricevuto un'adeguata porzione dei bottini di guerra.

Durante l'attacco a Porto Pisano del 1283, i Genovesi usarono i brulotti, ovvero delle piccole barche infiammate che venivano spinte contro le navi degli avversari con l'intento di farle bruciare.

### Scontri sulle navi
Quando una flotta si preparava per la battaglia, le navi spesso si affiancavano e si legavano con funi chiamate sartìe per evitare di disperdersi.

Pisa e Genova avevano dei soldati molto ben addestrati al combattimento con balestre. I combattenti delle navi erano molto violenti e spesso non rispettavano l'ideologia cavalleresca che considerava le armi da lancio disonoranti.

Spesso le battaglie navali cominciavano con una raffica di pietre e proiettili lanciati a distanza durante l'avvicinamento delle navi. Dopodiché cominciava l'abbordaggio e l'invasione delle navi avversarie.

Nella battaglia della Meloria furono usate armi particolari come polveri per accecare i nemici e saponi scivolosi per far cadere gli avversari, in particolar modo quelli che indossavano un'armatura pesante.
Molte galee pisane avevano sulla prua una ruota con attaccate delle lunghe spade che giravano ad alta velocità. La loro utilità era quella di ostacolare l'abbordaggio dei nemici. Queste navi erano anche solidamente rinforzate sui fianchi da grandi scudi.

## Ammiragli presenti nella battaglia

### Pisa

#### Albertino Morosini
Albertino Morosini era un ammiraglio molto esperto nell'ambito della navigazione e dei combattimenti con navi da guerra. Proveniva da Venezia ed era divenuto podestà di Pisa nel marzo del 1284 (anche se era stato eletto a gennaio, arrivò nella città dopo tre mesi). I Pisani lo elessero per la sua capacità militare e probabilmente anche perché speravano di coinvolgere il popolo veneziano nei frequenti contrasti fra Pisani e Genovesi.
Prima della battaglia della Meloria, nei primi giorni del luglio 1284, Morosini partì con settantadue galee da combattimento per attaccare la flotta genovese. Voleva eseguire un assalto rapido ed imprevedibile, che però fu impedito dal maltempo.
La flotta pisana si diresse quindi a occidente perché voleva attaccare le navi di Benedetto Zaccaria, ma non riuscì nell'impresa perché l'ammiraglio era già tornato a Genova. I Pisani non vollero combattere contro l'intera flotta avversaria e tornarono alla loro città.

### Genova

#### Oberto D'Oria
Oberto D'Oria era un ammiraglio genovese e nel 1284 era anche il Capitano del Popolo della città. Esperto di navigazione, praticata principalmente per scopi commerciali, era a capo della flotta genovese al momento della battaglia della Meloria ed era affiancato da Benedetto Zaccaria.

#### Benedetto Zaccaria
Benedetto Zaccaria era un ammiraglio genovese molto esperto di battaglie marittime. Aveva cominciato a combattere contro i Pisani nei primi mesi dell'anno 1284 nel mar Mediterraneo ed il suo obiettivo era quello di eseguire attacchi improvvisi alle navi avversarie per danneggiare l'economia pisana e la sua flotta.

Nel 1284 aveva il controllo diretto su trenta galee da combattimento, le quali furono riunite insieme al resto della flotta a Genova, pochi giorni prima della battaglia della Meloria.

## La battaglia

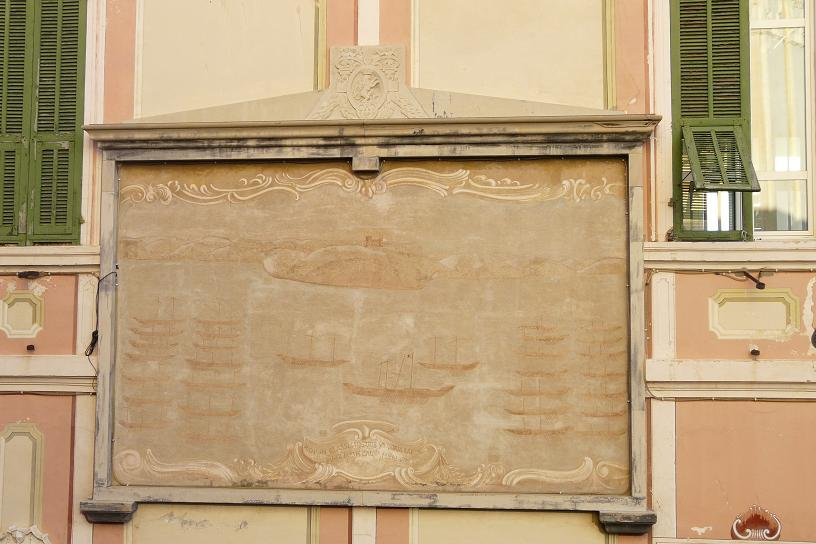
Affresco ritraente la flotta genovese schierata per la battaglia della Meloria
Diano Castello

La flotta della Repubblica di Genova raccolse la sfida, e il giorno 6 agosto 1284, giorno di San Sisto, salpò verso Porto Pisano. La scelta del giorno sulla carta era propizio ai pisani in quanto foriero di vittorie e celebrato ogni anno.
Si narra che durante la tradizionale benedizione delle navi, la croce d'argento del pastorale dell'Arcivescovo di Pisa si staccò. I Pisani non si curarono di questa premonizione negativa: dopotutto era il giorno del loro patrono, San Sisto, anniversario di tante gloriose vittorie, e quella era un'ottima occasione per eliminare definitivamente i Genovesi: contando 63 legni genovesi e i Pisani forti di 9 navi in più decisero di uscire dal porto.
L'ammiraglio genovese Oberto Doria, imbarcato sulla San Matteo, la galea di famiglia, guidava una prima linea di 63 galee da guerra composta da otto "Compagne" (antico raggruppamento dei quartieri di Genova): Castello, Macagnana, Piazzalunga e San Lorenzo, schierate sulla sinistra (più alcune galee al comando di Oberto Spinola), e Porta, Borgo, Porta Nuova e Soziglia posizionate sulla destra.
Benedetto Zaccaria comandava invece una squadra di trenta galee, lasciate volutamente in disparte per aggredire di sorpresa la flotta pisana. Parte di essa era ormeggiata dentro Porto Pisano, mentre un'altra parte sostava poco fuori dal porto.
Secondo le consuetudini del Governo Potestale, i Pisani avevano scelto un forestiero come podestà, Albertino Morosini da Venezia. I Veneziani, com'è noto, erano da sempre in rivalità con Genova, ma in questo frangente avevano rifiutato l'appoggio alla repubblica pisana. Assistevano il Morosini:
il conte Ugolino della Gherardesca (celebre perché cantato da Dante nel XXXIII canto dell'Inferno nella Divina Commedia) e Andreotto Saraceno.
Dopo una prima esitazione i Pisani decisero di attaccare la flotta genovese e si lanciarono sulla prima linea. Entrambe le flotte erano in formazione a falcata ovvero a mezzo arco. Lo scontro era dunque frontale. I famosi balestrieri genovesi, al riparo dietro le loro pavesate, tiravano contro i legni pisani, mentre questi tentavano, secondo le tattiche dell'epoca, di speronare le navi con il rostro per poi abbordarle. Qualora l'abbordaggio non avesse luogo, gli equipaggi si colpivano con ogni sorta di munizioni scagliate da macchine belliche o dalle nude mani, come sassi, pece bollente e addirittura calce in polvere.
Le sorti della battaglia furono decise dopo ore dai trenta legni di Benedetto Zaccaria, che piombarono sul fianco pisano, colto completamente impreparato dalla manovra, ed ignaro della stessa esistenza di quelle galee: fu uno sfacelo di legno, corpi e sangue. Dell'intera flotta pisana, solo venti galee, quelle comandate dal conte Ugolino, si salvarono.  L'accusa di vigliaccheria, se non di tradimento, non impedirà al conte di conquistare la signoria de facto e di restare al vertice del governo della città fino alla sua deposizione (1288) e alla celebre morte per inedia (1289).
Alcuni storici riferiscono che il contingente di rinforzo genovese fosse nascosto dietro l'isolotto della Meloria (allora un basso scoglio sopra il livello del mare), ma si tratta probabilmente di un fraintendimento, dato che una squadra navale, anche piccola, non avrebbe assolutamente potuto evitare di essere vista. Secondo un'altra ipotesi le navi sarebbero state in realtà nascoste alla fonda di un'isola dell'arcipelago.
Un'altra ragione della sconfitta pisana deve essere individuata nell'ormai obsoleto armamento navale e individuale; le navi pisane, più vecchie e più pesanti, imbarcavano anche truppe armate con armature complete, nonostante la calura agostana, e durante la lunghissima battaglia i genovesi, muniti di armature ridotte e più leggere ne furono chiaramente avvantaggiati.
La gloria della marina della Repubblica Pisana s'inabissò in quel giorno nelle acque della Meloria perdendo tra colate a fondo o cadute in mano nemica oltre 49 galere.

## Conseguenze

### Perdite e prigionieri
Tra i cinque e i seimila furono i morti, e quasi undicimila furono i prigionieri (alcune fonti citano fino a venticinquemila perdite tra morti e prigionieri) tra cui proprio il podestà Morosini, che fu portato con gli altri a Genova nel quartiere che da allora si sarebbe chiamato "Campopisano". 

Tra i prigionieri pisani era anche quel Rustichello che scrisse per conto di Marco Polo il cosiddetto Milione nelle prigioni genovesi. 

Solo un migliaio di prigionieri pisani tornò a casa dopo tredici anni di prigionia. Gli altri morirono tutti e sono sepolti sotto il quartiere genovese che tristemente porta ancora il loro nome. 

La deportazione forzata di tante migliaia di prigionieri, depauperò spaventosamente la repubblica pisana non solo della sua popolazione maschile, ma anche di gran parte del proprio esercito, lasciandola così indebolita e spopolata da causarne la progressiva decadenza. In tale occasione, proprio in riferimento all'ingente numero di prigionieri pisani a Genova, nacque il detto "se vuoi veder Pisa vai a Genova".

### Conseguenze politiche per Pisa
Alcune città, come Lucca, Firenze e Genova formarono un'alleanza con lo scopo di conquistare la città di Pisa, che era enormemente indebolita perché aveva perso migliaia di uomini nella battaglia della Meloria.
Per dissuadere i propri nemici dall'organizzare un attacco militare, Pisa il 18 ottobre 1284 elesse come Podestà il conte Ugolino della Gherardesca, che aveva simpatie per i Guelfi. La sua politica avrebbe potuto portare alla pace con città guelfe come Lucca e Firenze. Perciò donò i castelli di Viareggio e Ripafratta a Lucca e Pontedera a Firenze.

Ugolino della Gherardesca e Nino Visconti ottennero entrambi l'incarico di Podestà, ma questa signoria deluse mercanti, artigiani, coloro che approvavano il regime di Popolo, e i cittadini di tradizione ghibellina.

La signoria donoratico-viscontea cadde quando l'arcivescovo Ruggeri degli Ubaldini fece un colpo di Stato e affidò il governo a Guido da Montefeltro.

### Scontri dopo la battaglia
Pisa firmò la pace con Genova nel 1288, ma non la rispettò: fatto che costrinse Genova ad un'ultima dimostrazione di forza.
Nel 1290, Corrado Doria salpò con alcune galee verso Porto Pisano, trovando il suo accesso sbarrato da una grossa catena tirata tra le torri Magnale e Formice. Fu il fabbro Noceto Ciarli (il cognome è spesso riportato anche come Chiarli) ad avere l'idea di accendere un fuoco sotto di essa per renderla incandescente in modo da spezzarla con il peso delle navi. Il porto fu raso al suolo e sulle sue rovine fu sparso il sale, la campagna circostante devastata e saccheggiata.

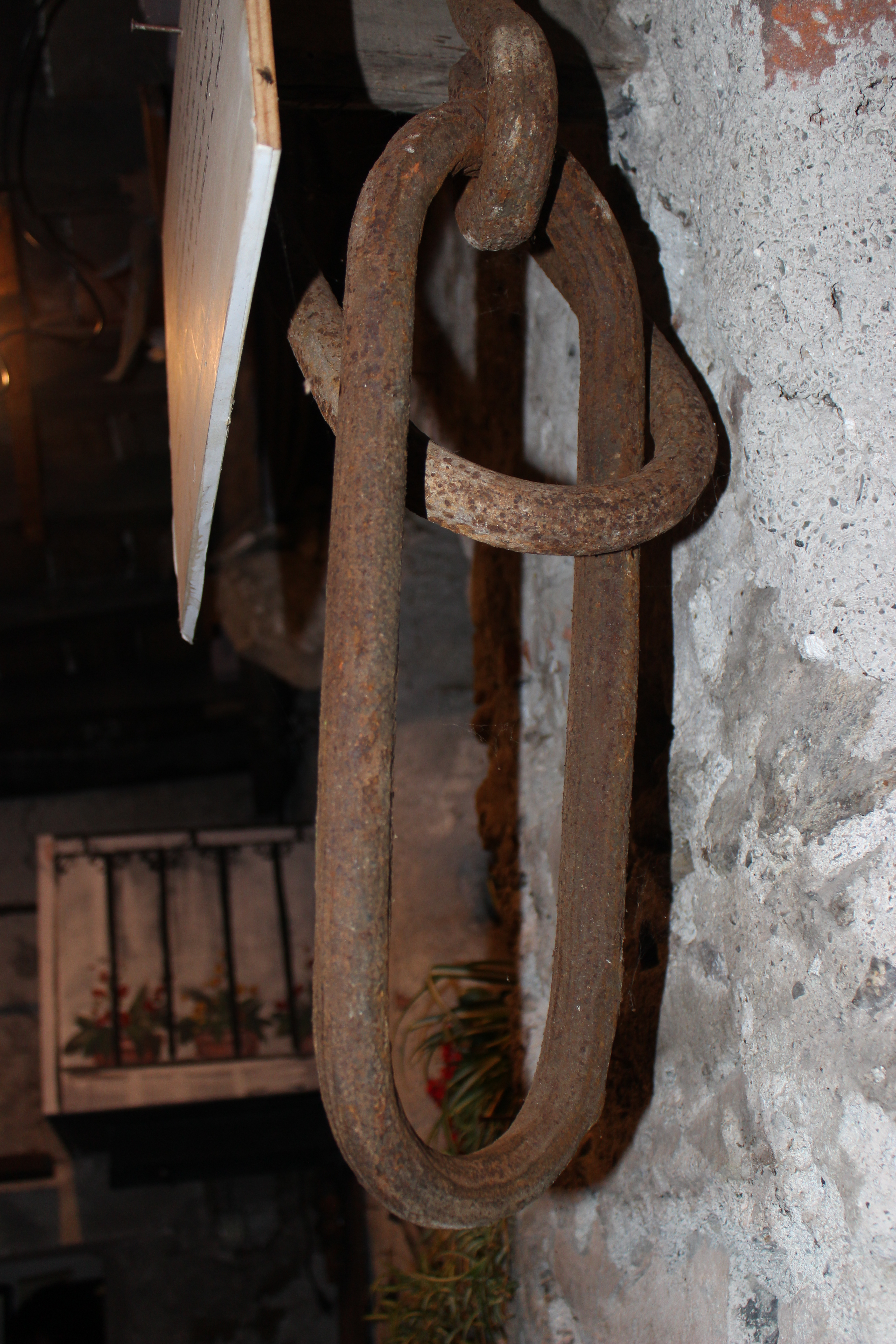
Anelli delle catena a Murta, nel territorio del comune di Genova.

Tuttavia le forze pisane non furono annientate tanto che, per tutto il XIV secolo, Pisa rimase una potenza repubblicana tanto da vincere la famosa Battaglia di Montecatini nel 1315, nella quale vinse contro le forze riunite di Firenze, Siena, Prato, Pistoia, Arezzo, Volterra, San Gimignano e San Miniato.
Il vero evento che diede inizio alla caduta di Pisa non fu questo, ma la definitiva presa della Sardegna pisana da parte Aragonese nel 1324.
Nel 1406 la città fu infine assoggettata da Firenze per la prima volta, ma solo dopo un lungo assedio che si concluse con la vendita della città da parte del pavido Capitano del Popolo, Giovanni Gambacorta, assai più che per motivi militari.

### Cause della sopravvivenza di Pisa
La città di Pisa non fu definitivamente distrutta a causa degli interessi economici di città come Firenze, Prato, Arezzo, San Miniato, Siena, che volevano sfruttare il porto della città per i loro commerci. Inoltre città ostili come Lucca e Genova erano militarmente impreparate o impegnate militarmente altrove.

Infine la città di Pisa cercò di riprendersi commerciando con la Sardegna e la costa meridionale della Toscana. Altri traffici commerciali che continuarono riguardavano l'Africa settentrionale, la Sicilia, le Isole Baleari, la Catalogna. Alcuni luoghi come il Maghreb favorivano i Pisani perché i Genovesi erano considerati violenti saccheggiatori.

Inoltre Pisa si alleò con città Ghibelline, dopo la caduta della signoria di Ugolino della Gherardesca e di Nino Visconti. Il governo della città fu quindi affidato al conte Guido da Montefeltro, un esperto capo politico che rimase in carica a Pisa dal 1289 al 1293. Ebbe la capacità di organizzare abilmente l'esercito e di gestire le alleanze della città. Si fece il possibile per evitare screzi con i Genovesi, per evitare quindi attacchi da parte degli avversari e proteggere gli importanti territori della Sardegna che erano rimasti.

## La catena di Porto Pisano
La grande catena del porto di Pisa fu portata a Genova, spezzata in varie parti che furono appese come monito a Porta Soprana e in varie chiese e palazzi della città (chiese di Santa Maria delle Vigne, San Salvatore di Sarzano, Santa Maria Maddalena, Sant'Ambrogio, San Donato, San Giovanni di Prè, San Torpete, Santa Maria di Castello, San Martino di Murta, Santa Croce (Moneglia); porta di Sant'Andrea, porta di Vacca, Palazzo del Banco di San Giorgio, piazza Ponticello); solo dopo l'Unità d'Italia le catene furono restituite a Pisa, dove sono conservate nel Camposanto monumentale. 
Altri anelli sono ancora attaccati al muro laterale della chiesa di Santa Croce a Moneglia, borgo ligure, che partecipò con sue imbarcazioni alla battaglia. Accanto ai due anelli della catena c’è una lapide che spiega l’origine della catena. Altri pezzi sono nel borgo di Murta, sede della chiesa di San Martino in val Polcevera (donato alla famiglia Marcenaro).